# Jag har en dröm
"Jag har en dröm" (även känd som "Jag har en dröm om en värld utan krig") är en sång skriven av Martin Contra, Björn Frisén och Keith Almgren. Den svenska gruppen Baden-Baden sjöng låten då de medverkade i den svenska Melodifestivalen 1986, och bidraget slutade på delad sjätte plats. Den släpptes även på singel samma år. Sångtexten har ett fredsbudskap.
Trots att låten inte gick så bra i melodifestivalen, blev den en hit och låg på Svensktoppen i 21 veckor under perioden 27 april-16 november 1986, med andraplats som högsta placering där.
"Jag har en dröm" gavs ut på singel och på albumet Jag har en dröm med Baden-Baden 1986. Låten spelades även in 1986 av Stefan Borsch på albumet Adress Rosenhill och av Kenth-Eriks samma år på albumet Ett minne av kärlek.
Coverversioner med text på norska är inspelade bland annat med dansbandet Torry Enghs på albumet På oppfordring och med text på danska med Björn Tidmand på albumet Elsker-elsker ikke.